# دیوید کورنر (بازیکن فوتبال)
دیوید کورنر (انگلیسی: David Corner؛ زادهٔ ۱۵ مهٔ ۱۹۶۶) بازیکن فوتبال اهل بریتانیا است.
از باشگاه‌هایی که در آن بازی کرده‌است می‌توان به باشگاه فوتبال پیتربورو یونایتد، باشگاه فوتبال دارلینگتون، باشگاه فوتبال کاردیف سیتی، باشگاه فوتبال گیتزهد، باشگاه فوتبال ساندرلند، و باشگاه فوتبال لیتون اورینت اشاره کرد.